# 飛鳥凛
飛鳥 凛（あすか りん、1991年3月28日 - ）は、日本の女優、タレントである。大阪府出身。アガペー所属。

## 人物・略歴
2006年、芸能事務所スターダストプロモーションのオーディションに合格し芸能界入り。
2007年に連続テレビ小説『浅草ふくまる旅館』で女優デビューし、CM、舞台、スクリーンなどで徐々にその魅力を発揮し始める。映画『天使がくれたもの』でデビュー。
2008年にはホラー映画『口裂け女2』で初主演を務めた。5月には映画『ひぐらしのなく頃に』で主要人物・園崎魅音役を演じ。その後、BS朝日にて主演ドラマ『ラストメール』も正式放送開始。12月に主演映画『制服サバイガールI』公開。
2009年にはスペシャルドラマ『仮面ライダーW』（テレビ朝日系）の園咲若菜役で注目を集める。同作の役名義でCDデビューも果たす。
2015年10月22日から幕を開ける舞台『BIOHAZARD THE STAGE』でゲームにも登場する人気キャラクターレベッカ・チェンバースを演ずる。
2016年には『舞台版 実は私は』にてヒロイン・白神葉子役を務める。
2017年2月には日活ロマンポルノ45周年を記念した「ロマンポルノ・リブート・プロジェクト」のうちの1作『ホワイトリリー』（中田秀夫監督）で主演を務める。その後も、ヌードもおさめた1st写真集『凛』を発売した。
2019年4月に公開が始まった、映画『殺人鬼を飼う女』で主演を務める。
2022年12日、新宿バルト9で行われたVシネクスト『仮面ライダーセイバー 深罪の三重奏』完成披露舞台あいさつに出席、「仮面ライダーＷ」以来、久々となった特撮作品への参加を振り返りながら。

## 出演

### 映画
- 天使がくれたもの（2007年9月29日、パル企画） - 小百合 役
- 口裂け女2（2008年3月22日、ジョリー・ロジャー） - 主演・沢田真弓（口裂け女） 役[4]
- ひぐらしのなく頃に（2008年5月10日、ファントム・フィルム） - 園崎魅音 役[5]
  - ひぐらしのなく頃に 誓（2009年4月18日）
- 同窓会（2008年8月16日、エスピーオー） - 石川えり（高校時代） 役
- トリコン!!!リタ→ンズ TRIPLE COMPLEX RETURNS（2008年10月11日、スーパー・ビジョン） - 葛城瞳 役
- 制服サバイガールI（2008年12月6日、アートポート） - 主演・夏目さくら 役[8]
  - 制服サバイガールII（2008年12月6日）
- 仮面ライダーシリーズ（東映） - 園咲若菜 役
  - 仮面ライダー×仮面ライダー W&ディケイド MOVIE大戦2010（2009年12月12日）
  - 仮面ライダーW FOREVER AtoZ/運命のガイアメモリ（2010年8月7日）
- 七つまでは神のうち（2011年8月20日、SDP） - 西川麗奈 役[17]
- PIECE〜記憶の欠片〜（2012年9月1日、東映） - 五味遥 役[18]
- ロマンポルノREBOOT ホワイトリリー（R18+版）（2017年2月11日、日活） - 主演・結城はるか 役[19]
- 星降る夜のペット（2017年9月9日、キャンター） - 佐倉ミキ 役[20]
- のみとり侍（2018年5月18日、東宝） - お仙 役[21]
- 殺人鬼を飼う女（2019年4月12日、KADOKAWA） - 主演・キョウコ 役[14]
- HERO〜2020〜（2020年6月19日、ベストブレーン） - 轟奈美 役[22]
- 劇場版 殺意の道程（2021年2月5日、WOWOW） - 室岡の愛人 役[23]
- 嘘喰い（2022年2月11日、ワーナー・ブラザース）

### テレビドラマ
- 浅草ふくまる旅館 第2話（2007年1月15日、TBS） - 園田純子 役
- ケータイ捜査官7（2008年4月2日 - 2009年3月18日、テレビ東京） - 唐崎晶 役
- 星新一ショートショート 「運命」（2008年6月23日、NHK）
- 弘恵の道しるべ（2008年7月7日 - 8月25日、テレビ大阪 / 大阪電気通信大学） - 中本よし子 役
- ラストメール（2008年10月16日 - 12月19日、BS朝日） - 主演・渡瀬希美 役[6]
- おかんの逆襲〜我が家のリフォーム戦争〜（2009年7月31日、NHK大阪） - 三原沙織 役
- 仮面ライダーW（2009年9月6日 - 2010年8月29日、テレビ朝日） - 園咲若菜 役[15]
- 月曜ゴールデン おんな風来マジシャン・マリコの殺人事件簿（2010年2月8日、TBS） - 本宮聡美  役
- 世にも奇妙な物語 20周年スペシャル・秋〜人気作家競演編〜「燔祭」（2010年10月4日、フジテレビ） - 多田雪江 役
- ろくでなしBLUES 第7話（2011年8月17日、日本テレビ） - 真冬 役
- 福岡恋愛白書7〜ふたつの Love Story〜「キミの笑顔にふれたくて」（2012年3月24日、九州朝日放送） - 佐竹奈美 役
- 新・おみやさん 第2話（2012年4月26日、テレビ朝日） - 平野ユリエ 役
- 呪報2405 ワタシが死ぬ理由 第3話・第4話（2012年7月26日・8月2日、関西テレビ） - 主演・林紗江 役
- 終電バイバイ 第6話（2013年2月18日、TBS） - 案内人の恋人 役
- 天使とジャンプ（2013年12月23日 - 24日、NHK） - 阿部柚希 役
- Dr.DMAT 第1話 - 第4話（2014年1月9日 - 30日、TBS） - 相沢みき 役
- ホワイト・ラボ〜警視庁特別科学捜査班〜 第1話（2014年4月14日、TBS） - 浅倉彩音 役
- 劇場霊からの招待状 第1話（2015年10月17日[注 1]、TBS） - 沖田悠美 役
- 警視庁捜査一課9係 season11 第1話（2016年4月6日、テレビ朝日） - 柳瀬香 役
- そして、誰もいなくなった 第4話（2016年8月7日、日本テレビ） - 三宅彩夏 役
- 真夜中の百貨店～シークレットルームへようこそ 第21話（2016年8月23日、BS JAPAN）
- ロマンポルノREBOOT ホワイトリリー（R15+）（2017年2月11日深夜、BSスカパー!）
- GHQ暗躍の謎を解け！失われたアーク伝説…ユダヤの秘宝は日本に埋まっている!?（2017年6月10日、BSテレ東） - 名取由奈 役[24]
- デッドストック〜未知への挑戦〜 第1話（2017年7月22日、テレビ東京） - 松本志保 役[25]
- さすらい温泉♨遠藤憲一 第5話（2019年2月14日、テレビ東京） - 久美 役[26]
- 相棒 Season18 第16話（2020年2月19日、テレビ朝日） - 斎藤理沙 役[27]
- ひみつ×戦士 ファントミラージュ! 第53話（2020年4月12日、テレビ東京） - 白井優子 役[28]
- 殺意の道程（2020年11月24日、WOWOWプライム） - 室岡の愛人役[29]
- 猫カレ -少年を飼う-（2023年10月8日 - 12月24日、BSテレビ東京） -  遠野結 役[30]

### オリジナルビデオ
- 制覇14（2017年） - 真知子 役
- 日本統一24 - 68（2017年 - 2025年） - 美南 役
- 日本統一外伝 〜山崎一門〜1・2（2020年） - 美南 役
- 日本統一外伝 田村悠人1・2（2021年） - 美南 役
- 日本統一エピソード集Ⅲ 首領ノ恋（2021年） - 美南 役
- 仮面ライダーセイバー 深罪の三重奏（2022年） - 立花結菜 / 仮面ライダーファルシオン 役[15][16]

### ネットムービー
- ネット版 仮面ライダーW FOREVER AtoZで爆笑26連発（2010年） - 園咲若菜 役

### WEBドラマ
- ケータイ恋愛ドラマ 100シーンの恋 Vol.2 作品NO.2 愛しのピュアピンク〜ヒーロー編〜（2008年6月、i-mode / EZweb / Yahoo!ケータイ） - 泉 役
- PANTENE シンデレラプロジェクト さくらいろ（2012年3月17日、Facebook） - 由里 役
- img「ありのまま生きろ。今[31]」（2021年5月19日 - 25日、ZAIKO） - 桐山カナ 役
- THE BAD LOUSERS Season2（2022年3月7日、YouTube）
- 日本統一 北海道編（2022年10月10日、U-NEXT） - 美南 役[32]

### 舞台
- 彩遊記（2007年11月7日 - 11日、シアターVアカサカ） - 玉兎公主 役
- 11のささやかな嘘（2011年7月15日 - 18日、銀座みゆき館劇場） - 三橋恵理乃 役
- BIOHAZARD THE STAGE（2015年10月 - 11月、EX THEATER ROPPONGI） - レベッカ・チェンバース 役[9]
- 銀岩塩vol.1『ジアースアートネオライン 神聖創造物』 〜その老人は 誰よりも 若かった〜（2015年12月30日 - 2016年1月3日、本多劇場）[33]
- サイコメ；ステージ（2016年3月2日 - 6日、新宿村Live） - 氷河煉子 役
- 舞台版 実は私は（2016年5月11日 - 15日、新宿村LIVE） - 白神葉子 役[10]
- 舞台 サイレントメビウス（2017年3月29日 - 4月2日、新宿シアターサンモール） - キディ・フェニル 役[34]
- パーマネント野ばら（2017年6月14日 - 18日、浅草九劇） - ともちゃん 役[35]
- 鳥獣奇谭（2017年7月29日 - 30日） - 主演[36]
- オッドエンタテインメント「まじかるすいーと プリズム・ナナ ザ・スターリーステージ」（2017年9月13日 - 18日、サンシャイン劇場） - 浅木蘭 役[37]
- 心は孤独なアトム（2018年1月24日 - 28日、シアターグリーン BIG TREE THEATER）
- 怪奇幻想歌劇「笑う吸血鬼」（2018年4月19日 - 22日、全労済ホール／スペース・ゼロ） - 宮脇留奈 役[38]
- tetsutaro produceVol.4「クジラの歌」（2018年8月22日 - 9月2日、Geki地下Liberty）[39]
- グッド・バイ（2018年6月21日 - 7月1日、ザ・ポケット）[40]
- 伊賀の花嫁 その三『ズルい女』編（2019年2月2日 - 11日、三越劇場）[41]
- みんなのうた（2019年4月10日 - 14日、劇場MOMO）[42]
- バクステ!!（2019年6月5日 - 16日、浅草九劇）
- 舞台「HERO」～2019 夏～（2019年7月31日 - 8月4日、ヒューリックホール東京）[43]
- かつて我々（2019年11月21日 - 12月1日、魚屋さんじゅうまる 三軒茶屋店）[44]
- Avenue X theater vol.1『バレンタイン・ブルー 〜Xアベニューに吹く風は素敵なメロディを連れてくる〜』（2020年2月18日 - 25日、博品館劇場）[45]

### ラジオ
- DJ Tomoaki's Radio Show!（2009年10月15日、下北FM） - アシスタントMC

### CM
- ブルボン チョトス（2007年4月 - ）
- 明治乳業 明治おいしい牛乳（2009年9月 - ）
- HITACHI Wooo「録画テレビ、Wooo入門。」（2010年4月 - ） - WEB限定 / ナビゲーター
- ピップ SLIM WALK（2012年4月 - ）
- タツミプランニング（2012年10月 - ）
- ガリバーインターナショナル 中古車のガリバー（2013年1月 - ）
- プリンスホテル プリンススノーリゾート（2014年12月 - ）

### PV
- 柴咲コウ 「Invitation」（2006年8月9日）
- V6 「HONEY BEAT」（2007年1月31日）
- サクラメリーメン 「コロナ」（2007年4月25日）
- 平井堅 「夢のむこうで」（2011年6月8日） - アルバム「JAPANESE SINGER」収録曲
- KG 「キミノヒカリ」（2012年3月21日）

### 書誌
- 中原中也、立原道造 他「いのちの詩集」（SDP Bunko） - 表紙＋巻頭グラビア

## 作品

### 音楽
- 覚めない夢（2008年、配信限定、映画『口裂け女2』主題歌）
- Dream Wave（2013年発売の『スタダ 3Bjunior ラスト大全集』に収録。2008年頃に持ち歌として披露していたが、当時は音源化されていなかった。）

### DVD
- and friend（2010年9月21日発売）

### デジタル写真+ムービー作品集
- side A/side B（2011年10月5日発売、中村功撮影、ファンプラス・GザテレビジョンPLUS配信）

### 写真集
- 凛（2017年2月7日、講談社、撮影：アミタマリ）ISBN 978-4062204859
- 飛鳥凛 ノクティルカ～夜光虫～  週刊ポストデジタル写真集（2019年7月29日、小学館 、撮影：橋本雅司）

## 園咲若菜名義
2009年の『仮面ライダーW』では人気タレントを演じており、実際に園咲若菜の名前での活動も行われている。
- ネットラジオ「園咲若菜のヒーリングプリンセス」 - フリートーク部分の内容は飛鳥に任されており、本人も「素の自分で行っている」と答えている。
- 音楽「Naturally」（2010年1月27日、エイベックス・エンタテインメント）